# Oud Tassels
Oud Tassels is een Belgisch biermerk. Het wordt gebrouwen door Brouwerij Boelens te Belsele in opdracht van Bier- en Wijnhandel De Neys-Asselman uit Liedekerke.

## Achtergrond
Oud Tassels werd gelanceerd eind 2009. Het werd toen gebrouwen naar aanleiding van het 90-jarig bestaan van de Bier- en Wijnhandel: de zaak startte in 1920. Op het etiket van de flessen staat dan ook vermeld 1920 en 2010, met “90” tussen een lauwerkrans. Nadien werd het bier nog wel verder gebrouwen.

De naam verwijst naar de naam van het gebouw waarin de zaak gevestigd is, een vroegere toneelzaal.

## Het bier
Oud Tassels is een blonde tripel met een alcoholpercentage van 8,5%. Het is een troebel bier op basis van verschillende hopvariëteiten.